# 雷布羅沃角

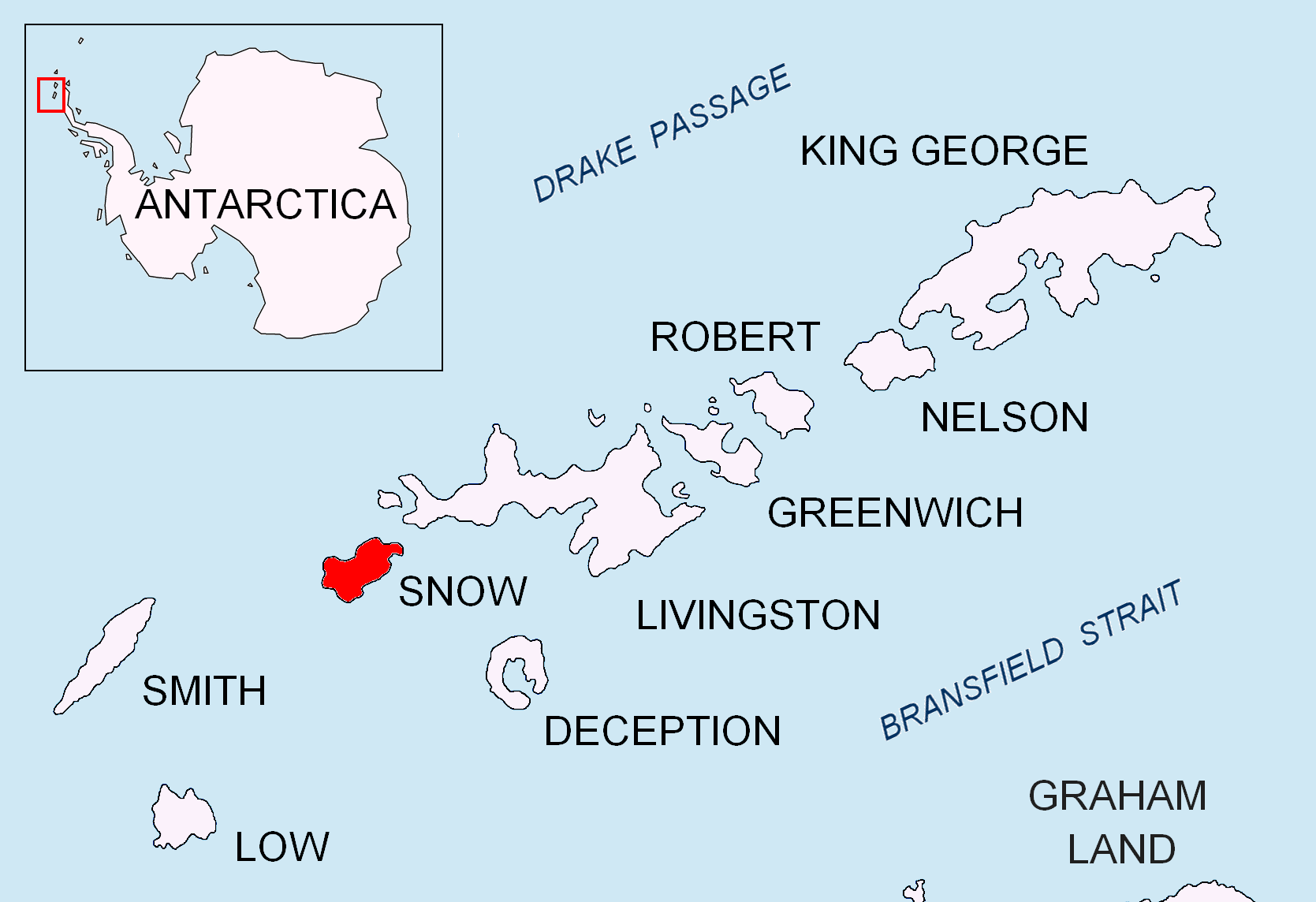

雷布羅沃角，是南極洲的海岬，位於南設得蘭群島的雪島西南岸，處於門羅角東南面2.8公里和康韋角西北面2.8公里，以保加利亞西部城鎮命名，現時由南極條約體系管理。
62°49′44″S 61°28′31″W / 62.82889°S 61.47528°W